# Harder Than It Looks
Harder Than It Looks es el sexto álbum de la banda canadiense de pop punk Simple Plan siendo lanzado el 6 de mayo de 2022 de forma independiente. Este es el primer álbum lanzado sin sello discográfico y la última contribución de David Desrosiers, antes de ser despedido por acusaciones de conducta sexual inapropiada, aunque sus líneas de bajo se grabaron en el 2019.
El álbum obtuvo críticas positivas de los críticos. Harder Than It Looks generó cuatro sencillos: "The Antidote", "Ruin My Life" con Deryck Whibley de Sum 41, "Congratulations" y "Wake Me Up (When This Nightmare's Over)". Para promocionar el disco, la banda realizó una gira por Estados Unidos y el sudeste asiático.

## Antecedentes y producción
La banda declaró que el álbum será un regreso a sus raíces al pop punk. Este es el primer álbum de la banda que se lanza desde la salida del bajista David Desrosiers después de sus acusaciones de conducta sexual inapropiada, aunque la banda insinuó en 2018 su participación en el proceso de grabación a través de Instagram. Desde entonces, el cantante Pierre Bouvier se hizo cargo del bajo.

## Lista de canciones
| N.º | Título                                        | Duración |  |
| 1.  | «Wake Me Up (When This Nightmare's Over)»     | 3:36     |  |
| 2.  | «Ruin My Life» (con Deryck Whibley de Sum 41) | 3:19     |  |
| 3.  | «The Antidote»                                | 3:16     |  |
| 4.  | «Million Pictures of You»                     | 3:26     |  |
| 5.  | «Anxiety»                                     | 3:30     |  |
| 6.  | «Congratulations»                             | 3:17     |  |
| 7.  | «Iconic»                                      | 3:06     |  |
| 8.  | «Best Day of My Life»                         | 3:27     |  |
| 9.  | «Slow Motion»                                 | 4:00     |  |
| 10. | «Two»                                         | 3:38     |  |

## Personal
- Pierre Bouvier – voz principal
- Sebastien Lefebvre – guitarra, coros
- Jeff Stinco – guitarra
- Chuck Comeau – batería
- David Desrosiers— bajo (2019)

## Posicionamiento en lista
| Gráfica (2022)                       | Pico de posición |
| ------------------------------------ | ---------------- |
| Australia Álbumes (ARIA)             | 67               |
| Austria (Ö3 Austria)                 | 59               |
| Canadá (Billboard Canadian Albums)   | 84               |
| Alemania (Offizielle Top 100)        | 82               |
| Japón Hot Álbumes (Billboard Japan)  | 60               |
| Suiza (Schweizer Hitparade)          | 36               |
| Reino Unido (UK Album Downloads)     | 32               |
| Reino Unido (UK Independent Albums)  | 44               |
| Reino Unido (UK Rock & Metal Albums) | 25               |
| Estados Unidos (Top Album Sales)     | 90               |